# جیک پیکینگ
جیک پیکینگ (انگلیسی: Jake Picking؛ زادهٔ ۲ مارس ۱۹۹۱) هنرپیشه اهل ایالات متحده آمریکا است. وی از سال ۲۰۱۳ میلادی تاکنون مشغول فعالیت بوده‌است.
از فیلم‌ها یا برنامه‌های تلویزیونی که وی در آن نقش داشته‌است می‌توان به بازدارندگان، تاپ گان: تکرو، دختر اسبی و هالیوود اشاره کرد.